# Districts du canton de Thurgovie

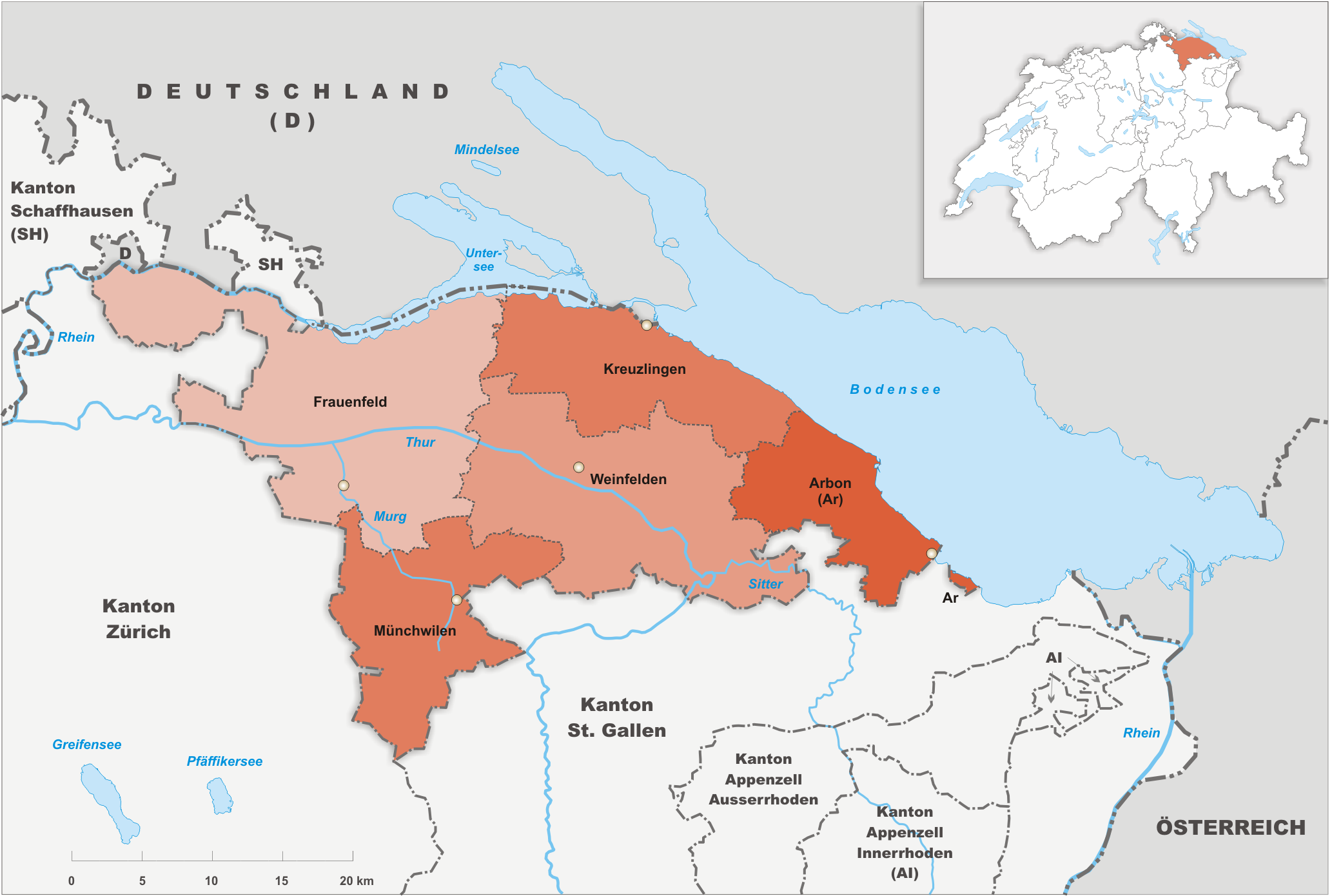
Carte du canton de Thurgovie présentant sa division en cinq districts dès le 1er janvier 2011.

Cet article présente une liste des districts du canton de Thurgovie.

## Liste
À partir du 1er janvier 2011, le canton de Thurgovie compte cinq districts. Tous ont l'allemand pour langue officielle.
| Nom         | Chef-lieu   | N° OFS | Communes | Population (décembre 2022) | Superficie (km2) | Densité (hab./km2) |
| ----------- | ----------- | ------ | -------- | -------------------------- | ---------------- | ------------------ |
| Arbon       | Arbon       | B2011  | +12,     | +081 798,                  | +0088,98         | 919                |
| Frauenfeld  | Frauenfeld  | B2012  | +23,     | +071 289,                  | +0279,59         | 255                |
| Kreuzlingen | Kreuzlingen | B2013  | +14,     | +051 255,                  | +0128,96         | 397                |
| Münchwilen  | Münchwilen  | B2014  | +13,     | +049 349,                  | +0138,22         | 357                |
| Weinfelden  | Weinfelden  | B2015  | +18,     | +058 088,                  | +0227,18         | 256                |
| Total       | Total       | Total  | +80,     | +289 650,                  | +0991,02         | 292                |

Le canton de Thurgovie s'étend également sur une partie du lac de Constance (128,09 km²) qui n'appartient à aucun district (ou aucune commune). Cette surface est comprise dans le total de superficie du canton.

## Anciens districts

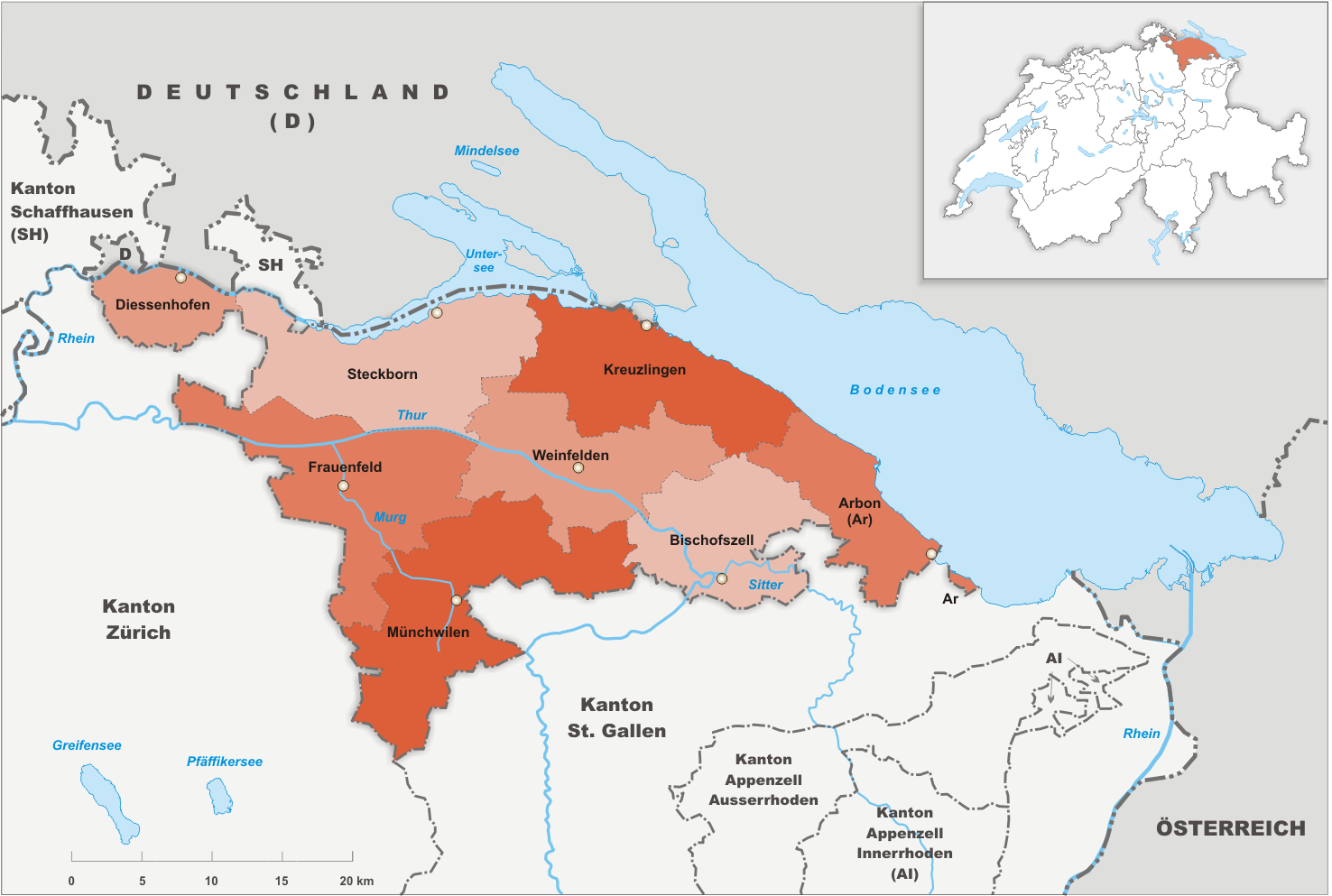
Districts du canton de Thurgovie jusqu'en 2010.

Jusqu'en décembre 2010, le canton de Thurgovie comptait huit districts.
| Nom                | Chef-lieu    | Communes | Population (2008) | Superficie (km²) | Densité (hab./km²) |
| ------------------ | ------------ | -------- | ----------------- | ---------------- | ------------------ |
| Arbon              | Arbon        | +11,     | +38 658,          | +069,76          | +554,16            |
| Bischofszell       | Bischofszell | +08,     | +31 469,          | +095,63          | +329,07            |
| Diessenhofen       | Diessenhofen | +03,     | +06 483,          | +041,19          | +157,39            |
| Frauenfeld         | Frauenfeld   | +11,     | +45 030,          | +139,26          | +323,35            |
| Kreuzlingen        | Kreuzlingen  | +12,     | +38 953,          | +114,78          | +339,37            |
| Münchwilen         | Münchwilen   | +15,     | +37 253,          | +155,68          | +239,29            |
| Steckborn          | Steckborn    | +12,     | +18 079,          | +133,11          | +135,82            |
| Weinfelden         | Weinfelden   | +08,     | +25 318,          | +113,21          | +223,64            |
| Total              |              | 80       | 241 243           | 862,65           | 279,65             |
| Total (lac inclus) |              | 80       | 241 243           | 990,90           | 243,46             |

Le canton s'étend également sur une partie du lac de Constance (128,25 km²) qui n'appartient à aucun district (ou aucune commune) ; le total de superficie du canton s'élève par conséquent à 990.9 km².